# ولشت (روستا)
ولشت، روستایی است از توابع بخش مرزن‌آباد ِ شهرستان چالوس در استان مازندران ایران.

## جمعیت
این روستا در دهستان کوهستان (چالوس) قرار دارد و براساس سرشماری مرکز آمار ایران در سال ۱۳۸۵، جمعیت آن ۴۳ نفر (۱۰ خانوار) بوده‌است.  مردم ولشت از قومیت طبری هستند. مردم ولشت به زبان طبری با گویش چالوسی سخن می‌گویند.

## جستار های وابسته
- شهرستان چالوس